# Nops craneae
Nops craneae là một loài nhện trong họ Caponiidae.
Loài này thuộc chi Nops. Nops craneae được Arthur M. Chickering miêu tả năm 1967.